# Oliver Hochadel
Oliver Hochadel (Bruchsal, Alemanya, 1968) és un historiador de la ciència, escriptor i periodista científic d'origen alemany, que desenvolupa la seva tasca científica a Catalunya.
Com a investigador, exerceix de científic titular a la Institució Milà i Fontanals del Consell Superior d'Investigacions Científiques (CSIC) a Barcelona, on desenvolupa la seva investigació. El seu principal àmbit de recerca gira al voltant de la interacció entre la ciència i els seus públics al llarg de la història. Durant gairebé vint anys ha exercit també com a periodista científic. La seva carrera acadèmica s'ha desenvolupat a Alemanya, Àustria, Suïssa, els Estats Units i Espanya. Ha treballat sobre l'electricitat com a ciència pública a la Il·lustració alemanya, la història dels zoològics en el segle xix, la història de la recerca sobre els orígens humans en el segle XX i la història urbana de la ciència al voltant del 1900. Un dels seus treballs més reeixits ha estat el que gira al voltant del projecte de difusió d'Atapuerca, un projecte original i gairebé únic, que ha analitzat en un dels seus llibres més representatius, El mito de Atapuerca. Orígenes, ciencia, divulgación, publicat el 2013.

## Publicacions[1]
- El mito de Atapuerca. Orígenes, ciencia, divulgación (2013)
- Playing with Fire. Histories of the Lightning Rod, amb Peter Heering i David Rhees (2009)
- Barcelona: An Urban History of Science and Modernity, 1888-1929, amb Agustí Nieto-Galan (2016)
- Urban Histories of Science, 1820-1940, amb Agustí Nieto-Galan (2018)